# Czas relaksacji spin-sieć
Czas relaksacji spin-sieć, czas relaksacji podłużnej – wielkość charakteryzująca czas ustalania się orientacji spinowych momentów magnetycznych atomów znajdujących się w sieci krystalicznej, w obecności zewnętrznego pola magnetycznego. Pojęcie to jest stosowane w analizie NMR, jak i EPR.